# Australische koekoeksduif
De Australische koekoeksduif (Macropygia phasianella) is een duif die voorkomt in het oosten van Australië.

## Kenmerken
De Australische koekoeksduif is gemiddeld 40 cm lang. Het is een sierlijke, overwegend kaneelbruin gekleurde duif met een lange, egaal bruine staart. Vanboven heeft het bruin een koperkleurige glans.

## Verspreiding en leefgebied
De Australische koekoeksduif komt voor aan de randen van regenwoud, maar ook in secundair bos. De vogel wordt vaak gezien op de grond langs toegangswegen door het bos.
De soort is endemisch in Australië en telt drie ondersoorten:
- M. p. quinkan: Kaap York
- M. p. robinsoni: Queensland
- M. p. phasianella: oostelijk en zuidoostelijk Australië

## Status
De Australische koekoeksduif staat als niet bedreigd op de Rode Lijst van de IUCN.

- Kobble Creek, Zuidoost-Queensland